# 印度尼西亞—馬達加斯加關係
印度尼西亞－馬達加斯加關係历史悠久。因為馬拉加什人的祖先在公元8或9世紀從馬來群島的婆羅洲巴里托河口出海橫渡印度洋来到马达加斯加岛定居。目前，印度尼西亞在塔那那利佛设有大使館，而馬達加斯加暂未设立大使馆，由駐日本大使館兼轄印度尼西亞。兩國均為不結盟運動成員國。

## 歷史
馬來群島和馬達加斯加之間的歷史聯繫發生在三佛齊帝國時代。據研究，這個帝國為西南部6,600公里（4,100英里）的馬達加斯加人口做出貢獻。據估計，南島民族向馬達加斯加的遷移發生在公元830年左右。根據廣泛的新線粒體DNA研究，今天馬達加斯加當地人可能追溯到30名來自印度尼西亞不同母親的遺傳基因。馬拉加什語包含梵語的借詞，所有語言都通過爪哇或馬來語進行語言修飾，暗示馬達加斯加可能已經被三佛齊帝國定居者殖民。當時三佛齊海上帝國正在擴大他們的海上貿易網絡。
馬爾加什語和印度尼西亞馬來語詞彙相似。一些類似的詞，如：taona（馬達加斯加），tahun（馬來語）；皮膚：hoditra（馬達加斯加），kulit（馬來語）；白色：fotsy（馬達加斯加），putih（馬來語）；島：nosy（馬達加斯加），nusa（來自梵語起源的馬來語）。
而两国的外交關係於20世紀60年代正式树立。
2003年，從印度尼西亞駛往加納的阿克拉的婆羅浮屠遠征船隊在航行途中造访了馬達加斯加。這艘船由婆羅浮屠小組重造，他们的航程顯示了印度尼西亞與非洲（特別是東非和馬達加斯加）诸国之間古老的貿易聯繫。這也是為了證明了古代的马来人定居者如何到達馬達加斯加。

## 外交机构
- 印度尼西亞于2009年在塔那那利佛设立大使馆，併兼駐 、 模里西斯、 塞舌尔[2]。

- 马达加斯加暂委派駐日本大使館兼轄印尼事務。马达加斯加曾经计划在2018年在雅加达开设大使馆，但至2022年，驻印尼大使馆仍未开馆[3]。

## 高層互訪
2008年11月，馬達加斯加總統马克·拉瓦卢马纳纳訪問了印度尼西亞，並會見了印度尼西亞總統蘇西洛。這是他第二次訪問印度尼西亞，之前在2005年，拉瓦卢马纳纳在萬隆亞非會議週年期間已訪問印度尼西亞。

## 合作
兩國都有興趣改善各個領域的合作，特別是農業，文化，能源和貿易。兩國之間的親密關係進一步得到文化交流的促進，如馬達加斯加的印度尼西亞文化表演（哇揚皮影戲）。